# Salaš (Zlín)
Salaš je vesnice, která patří pod okresní město Zlín. Nachází se asi 6,5 km na jihozápad od Zlína. Je zde evidováno 93 adres. Trvale zde žije 195 obyvatel.
Salaš leží v katastrálním území Salaš u Zlína o rozloze 1,12 km².
Nachází se zde kaple Panny Marie Růžencové.